# スーパーマラドーナ
スーパーマラドーナは、吉本興業所属のお笑いコンビ。2003年12月結成。略称は「スーマラ」。THE MANZAI 2012、M-1グランプリ 2015-2018ファイナリスト。2022年笑ラウドネスGP優勝。

## 概要
NSC大阪校22期出身で、2003年12月にコンビ結成。
コンビ名はサッカー選手のディエゴ・マラドーナに由来。2人とも小籔千豊率いる「小籔軍団」に所属している。

## メンバー
田中一彦（たなか かずひこ、1977年10月15日（47歳） - ）
ボケ担当。
大阪府高槻市出身、甲子園大学中退。身長176cm、血液型はAB型。メガネが特徴。
趣味はテニス、ギャグ。
若手時代は後輩のウーイェイよしたか（スマイル）と同居しており、2人でYouTubeチャンネルも開設している。
「田中軍団」という派閥が存在する。ただし、メンバーは向井慧（パンサー）のみ。
2016年3月14日に大阪市内で入籍、挙式することを発表した。結婚後は大阪市内にマンションも購入している。
妻は料理上手で知られ、バラエティのロケなどで自宅を訪問されて料理を振舞う場合がある。
2018年8月15日に長男、2021年8月3日に次男が誕生しており2児の父である。
Twitterにて嵐とKing & Princeのファンであることを公言。嵐は二宮和也、King & Princeは岸優太を応援していることを明かしている。
マラドーナ解散後、一時的に同期のかどちゃん（飛び蹴りサワー、元アーネスト）とコンビを組んでいたが武智に引き離され、現在のコンビを再結成した。

武智（たけち、1978年8月3日（47歳） - ）
ツッコミ・ネタ作り担当。
本名、武智 正剛（たけち せいごう）。愛媛県松山市出身、愛媛県立北条高等学校中退。身長180 cm、血液型はB型。
趣味は『ストリートファイター』と将棋、指相撲。
目標とする芸人は中川家。
「武智軍団」を率いている。メンバーは多田智佑（トット）・ツートライブ・津田康平（マルセイユ）など。
既婚者であり、娘と息子がいる。
M-1グランプリ2018終了後のスポンサー主催の飲み会で武智が前年度の王者で同期でもある久保田かずのぶ（とろサーモン）と共に、審査員を務めた上沼恵美子を批判・中傷した動画をInstagram上で公開、炎上する事態となった。翌日に動画を削除し、久保田と共にTwitterで謝罪した。
ytv漫才新人賞の審査員を務めている。

## 来歴
NSC大阪校の22期出身の同期として2人は出会う。田中の発するボケの巧さに武智が惚れ込み、2003年12月に「マラドーナ」として結成。当初はコンパに誘うくらい仲が良かったという。2人ともNSCを一度不合格になっている（田中は自己紹介すらできず、武智は面接時に横柄な態度を取ったため）。
2007年、第8回笑わん会で最優秀賞を受賞。
2007年末に田中が失踪（後述）し、一度コンビを解散するも、2008年4月「スーパーマラドーナ」として再結成した。
2011年、NHK上方漫才コンテストで最優秀賞を受賞し、MBS新世代漫才アワードでも優勝を果たす。
2012年、日清食品 THE MANZAIで決勝進出。スーパーマラドーナとして初めて全国ネットで漫才を披露。
2015年、この年に復活したM-1グランプリで決勝進出。以降、ラストイヤーの2018年まで4年連続で決勝に進出した。
2017年、上方漫才大賞で奨励賞を受賞。
2019年5月21日に、スーパーマラドーナの公式YouTubeチャンネルである『スーパーマラドーナ劇場』を開設。
2019年8月29日・9月6日になんばグランド花月・ルミネtheよしもとにて行われた単独ライブ「スタートライン」のオープニングVTRで、M-1アナザーストーリーを作成したスタッフ陣による『M-1アナザーストーリー〜スーパーマラドーナ編〜』が流された。M-1グランプリ2018の放送終了後、武智を取材した際に「田中はやっぱり面白かったですね、ずっと。いや、本当に…手掴んで、ありがとうって言いたかったんですけど…。やっぱりあんまり、ありがとうって言えない…ので、どっかで言います。でも本当に田中には感謝しています」と、田中に向けて感謝を伝えていたことが分かった。
2020年、M-1グランプリ2020の大阪準々決勝大会の前説を務める。
2022年には笑ラウドネスGPの決勝戦に出場、優勝を成し遂げた。

## 芸風
ネタ作りは武智が請け負っている。
コント漫才が中心だが、まれにしゃべくり漫才も行う。田中が弱々しそうな態度でにこやかにボケて、武智がたしなめるように強くツッコむというパターンが多い。
デビュー当初はネタの時と素の人格が大きく異なるようなネタが多かった。年を重ねていくうち、田中の自然体や武智のヤンキーキャラなど人柄をそのまま反映させたネタに変化していった。自身の今後について武智は「毎年、その年のM-1ファイナリストのネタより面白いネタを作りたい」「死んだ後に名前が残るような漫才師になりたい」と語っている。
2人はそれぞれ、自身らの好きなネタについて以下の様に順位を付けている。
- 武智：1位「落ち武者の霊」、2位「お葬式」、3位「合コン」、4位「捉え間違い」、5位「業界用語」
- 田中：1位「怖い話 初期」、2位「侍のネタ」、3位「ミナミの帝王」、4位「落ち武者の霊」、5位「逆のネタ（業界用語）」

## エピソード

### コンビのエピソード
- 田中は学生時代に友達が全くいなかった。休み時間はトイレで過ごしたり、昼食時は弁当を食べている最中のグループの横にちょこんと座って"僕も一員やで"という顔をするなどしていた。そんな田中にとって唯一楽しかった思い出は、ヤンキーが絡んできてそのヤンキーを背負って教室まで連れて行っている時だった。ヤンキーが自分みたいな奴に絡んできてくれるのが嬉しかったと語っているが、人に話すと必ず「それいじめちゃう?」と言われる。いじめだったという自覚は田中本人には全くない[20]。一方の武智は、学生時代は伝説のヤンキーと友達でよく遊んでいたと話している[21]。
- NSC時代は2人とも仲が良く、当時は「くん」付けでお互いを呼ぶなどしていた。田中がある日武智に電話してコンパに誘おうとするも、断られてしまった。しかし電話を切った3分後、武智から電話がかかってきて「やっぱりコンパ行かせてほしい」と懇願された。理由を聞くと「横に彼女がいたから言えなかった」と話したという。このエピソードは田中が事ある毎に話しているが、一度もウケた試しがない[22][23]。
- 芸歴1～2年目で『爆笑オンエアバトル』（NHK総合）へ出演。舞台裏でスタッフが意気込みコメントを求めた際、武智が「前回は面白いネタをして負けたので、今回は面白くないネタで勝ちたいと思います」とコメントすると、スタッフがもう一度撮り直しを命じた。武智はそれに腹を立て2回目のコメント撮りをした際も全く同じ事を言うとスタッフが「ふざけるな、いい加減にしろ! つまんねぇんだよ!」と怒ったため、武智は「なんやお前! 俺らがオンエアに映るねん、お前が出る訳ちゃうやろ。お前らのせいで俺らが世間におもんない思われたらどうすんねん!」と言い返した。すると田中が「いい加減にしてください! 誰やと思ってるんですか!? 武智さんですよ!?」と怒った[22]。
- 吉本芸人で構成された草野球チームに2人とも加入していた時期があった。練習試合中にボールがセンターフライで上がり、守備をしていた木村卓寛（天津）がボールを追いかけていると、後ろにフェンスがある事に気付かずそのまま顔面を強打して前歯を4本折った上、泡を噴きながら倒れてしまった。その場に居た全員が心配し駆け寄る中で、最初に辿り着いた田中が木村に一切構う様子を見せず、その場に落ちていたボールをホームへ返球した。田中は「いい試合だったし、勝ちたかった」と釈明している[24]。
- 武智はM-1グランプリの準決勝で緊張のあまり、ネタを飛ばしてしまったことがある。しかし飛んだ瞬間に田中がフォローしてくれてどうにか乗り切れた。武智は普段こそ偉そうにしているものの、大事な場面でネタが飛んでしまった上に尻拭いをさせ申し訳ない事をしたと思い謝りに行こうとしたところ、廊下で田中が哲夫（笑い飯）に向かって「あいつネタ飛んでましたよ～!」と笑いながら言っていた。
- 上方漫才大賞に出演した際、今井雅之に「笑いが古い」と言われて武智は頭にきた。しかし言い返すこともできずにぐっと我慢していたが、今井がひ弱な田中に対して「自分は元自衛隊だから鍛えてやるよ」と言ったところ、田中が完全に今井をバカにしたトーンで「はーい、がんばりま～す☆」と返した。後に聞くと、田中もムカついていたらしい。
- 2016年末、同期の井上裕介（NON STYLE）がタクシーへの当て逃げ事件を起こした際に武智が同乗していたため、M-1グランプリ決勝への進出効果で増えた仕事が全て流れた。だがこれを田中はチャンスと考え、空いた時間を利用し和歌山へ新婚旅行に出かけた[25][23]。
- 武智のネタについての意欲の高さに対してあまり上昇志向のない田中は月収40万円程度で満足しており、「解散しそうなコンビ芸人ランキング」ではギャロップやガクテンソクに次ぐ3位にランクインしている。また『メッセンジャーの○○は大丈夫なのか?』（毎日放送）の「TVレギュラー0で結婚した芸人の食卓は大丈夫なのか」のコーナーで、田中は「忙しいのが嫌だ、特にラジオはいや、月収は20から30万円でいい。売れるのは相方の武智だけでいい」という理由でレギュラー番組を持つのを嫌がっている[26]。
- 2018年5月30日にYES THEATERにて行われた、スマイルとの企画ライブ「スーパーマラドーナ・スマイルpresents かっとびライブ」にて田中が「和牛のファン名称は仔牛ちゃんだから、僕らのファンの名前はラモス」と発言し、スーパーマラドーナのファンの呼称が「ラモス」に決められるも以降は一切使用されていない。また当人の間で話題にも挙がっておらず、あくまでも「ラモス」はファンの間で用いられている呼称となっている。
- 2019年4月14日、なんばグランド花月にて行われた夜公演「ネタ三昧」の出番に武智が間に合わず舞台を飛ばした。その日の昼に営業で広島県福山市に赴き、田中は営業出番後に一旦帰宅してなんばグランド花月に向かったが武智はその日の仕事は営業のみだと勘違いしてしまい、そのまま帰宅し家族と食事していた。出番10分前に武智の姿が見えないのを不審に思った田中が電話をかけ、武智はそこで初めて舞台のことを忘れている事に気付いた。武智は「出番を遅らせてくれ」と頼むもスーパーマラドーナは「ネタ三昧」のトリだったため、出番を遅らせることはできず、さらに自宅から劇場までは10分で到着できる距離ではなかったため、武智は舞台を飛ばす事が確定してしまった。そこで田中は急遽、帰宅直前のアキナを引き留めて3人で舞台に登壇。お客さんに事情を説明後、お題を貰って即興コントを演じた。途中で直前の出番だったアインシュタインも加わり、5人で出番をこなした[27]。武智は出番終了から約10分後にタクシーで劇場に到着、関係者らに謝罪した。
- 「お笑い第七世代」について田中は「よくわからない」、武智は「そんな世代はない」と語っている。武智はお笑い第七世代に対して「それを言い出したらややこしい。例えばチョコレートプラネットはお笑い第七世代時期に売れたが、チョコレートプラネットは（お笑い第七世代と言われる芸人より）だいぶ先輩。アインシュタインもお笑い第七世代時期にブレイクしたが、芸歴は（お笑い第七世代と言われる芸人より）だいぶ重ねている。だからそんな世代はない」と持論を展開している[28]。
- コンビでの立場は武智の方が上だったものの2018年の上記の炎上後、全く同じ立場となった[23]。

### 田中のエピソード
- 西森洋一（モンスターエンジン）の作る料理にいつも「これは40点の味」と辛口採点をする。しかし西森が作ったインスタントラーメンを食べて、「このインスタントラーメンは世界一おいしい!!」と感動していた。
- 淀川寛平マラソンを走っている時に一度だけ武智を追い抜くも、怒られたくなくて見つからないようそっとゆっくり後退した。その後、走っていると沿道にいた小学生に「田中ー!」と呼ばれたため、手を振って応えるも「真面目に走れ!」と言われた。
- R-1ぐらんぷりにエントリーした際、田中だけ「アマチュア」でエントリーされていた。
- 『怪盗ロワイヤル』という、お宝を盗みに行く携帯ゲームにハマっていた時期があった。レベルの低いプレイヤーを見つけては毎日お宝を奪っていたが、ある日に相手がキレて仲間を呼び、毎日ボコボコにされてやがてすっからかんになった。
- baseよしもと及び5upよしもと時代、厳格な武智に対して内気な田中は常に楽屋の端っこへ座り、毎日のように劇場楽屋で寝泊まりをして過ごしていた。ある時、1週間連続で硬い床の上に寝ていたら背中に野球ボールぐらいのコブをこさえてしまった。それを見た、当時田中と同じく楽屋で数日間寝泊まりをしていた奥田修二（ガクテンソク）は怖くなりちゃんと家へ帰るようになった[29]。

### 武智のエピソード
- 2009年の誕生日当日に、朝から夕方までずっと違反者講習を受けていた。違反者講習では昼から外に出て指定された横断歩道等に立ち「シートベルトを締めましょう」と書かれた看板を持たされることがあり、その看板を持って道路に立ちながら誕生日を過ごしていた。
- 田中については「ネタでは相方に高圧的だけど、普段はできない相方に手を焼きつつも穏やかに静観している」と話している。
- 水本健一（span!）が武智家と一緒に餃子の王将でパーティーをした時、パーティーが終わった後に帰ろうとなって1階へ降りると上から武智の父が怒って騒ぐ声が聞こえてきた。「何やもめ事か?」と水本が見に行くと、武智の父が王将の帽子を被りながら「何でこれもらったらだめなんじゃ!! くれや!!」と王将の帽子を欲しがっていた。また、武智の父は息子のことを「がろう」と呼んでいる。
- baseよしもと及び5upよしもと時代は「楽屋番長」「風紀委員」と呼ばれており、特に後輩芸人の挨拶に対して誰よりも厳しかった。baseよしもとに所属する前だったかまいたちとソーセージの山名文和（現・アキナ）が武智を劇場内で見かけ挨拶をした時に挨拶がなっていないと怒られた。山内健司（かまいたち）と山名がすぐさま土下座して謝ると、武智は何故か2人に向かってその場で土下座をした。実はノリで絡んだだけで全く怒っていないと武智が釈明し、山内は事なきを得たと思いチラッと横を見ると、濱家隆一（かまいたち）は腕を組んで仁王立ちしながら武智を睨んでいた。武智はそれに怒り濱家と一触即発の事態に陥ってしまう。山内は泣いて濱家にちゃんとしてくれるよう祈っていたが、最終的にお互い一触即発のまま別れた[21]。
- 「炎上base」でのカレー対決の際、武智と瀬下豊（天竺鼠）が食べていたハバネロカレーが異常に辛く、牛乳を用意するなどのアフターケアは番組側から一切なかった。食べ終わって一旦カメラを止めたものの30秒後にすぐ収録が再開されたため、ひな壇でずっと痙攣していた。そして武智は収録が終わって2時間後ぐらいに突然汗が噴き出て顔が真っ白になり、全部吐いてしまった。
- 道を歩いていたら「武智さんですよね? サインと写真をお願いできますか?」と女性に声を掛けられた。その女性は「今ムエタイにハマっているから」と武智にムエタイのポーズで写真をお願いするも、武智は「あなたは今まで僕らのライブに来たことがあるんですか? いつもライブに来ているファンの方でもそんなことお願いしませんよ」と断った。しかしその女性は「はい。初単独の『マラドーナVSペレ』からいつも行ってて今まで100回くらいライブに行きました」と言ったため、武智は即座にムエタイのポーズを取った。
- 2019年12月11日、『山里亮太の不毛な議論』（TBSラジオ）にて久保田が「武智なんて殺害予告メール来てたから。ルミネに警察の人おってん」と発言。さらには「客席の後ろに刑事がいた。その日の香盤表がマラドーナの次がとろサーモンだったけど、マラドーナ終わったら、刑事もいなくなって、俺のときめっちゃ怖かったよ。『俺は殺されてええんか』って（笑）」と話している[30]。
- baseよしもと時代に後輩がオーディションライブでネタを演じていた際、その後輩に野次を飛ばす客がいた。その後輩は野次に上手く対応できず、またネタの時間制限などもあり不合格になってしまった。一部始終を見ていた武智は「人の努力や夢をなんだと思ってやがる。こいつは生かして帰さへん」と怒り、ライブが終了してからその客を尾行し背中めがけてドロップキックを喰らわせた。それが騒ぎに発展して武智は先輩に取り押さえられ、後にこっぴどく叱られた[31]。
- 2018年、M-1グランプリ放送直後のインスタライブでの「暴言事件」が波紋を広げており、武智は「『更年期障害か?』って思いますよ」と審査員であった上沼恵美子を罵倒および中傷した。「売れるために審査員するんやったら辞めてほしいですよね。自分が売れるために」という武智の発言に上沼本人は、自身がMCを務める『上沼・高田のクギズケ!』（読売テレビ・中京テレビ）にて「悪口はぜんぜん言ってくれていいんですよ。何とも思ってない。悪いけど興味ない」と一蹴した[32]。
  - その後、2020年3月12日にもインスタライブを泥酔状態のまま行い今度は視聴者相手に暴言を吐いた[33]。
- M-1グランプリ2020の準々決勝大会で前説を務める。自身のTwitterで『公式にM-1にまた関われて、謝れて良かった』とツイートし、M-1に対しての感謝を表した[16][17]。
- ディエゴ・マラドーナ死去に際し、『小学校からサッカーしてて、憧れの選手でした。コンビ名にさせて頂いて。。これからもこの名を使わせていただきます。心からご冥福をお祈りします』と追悼した[2]。

### 田中の失踪
- 2007年末、武智のスパルタに耐え切れず、田中が鳥取の祖父の実家へ逃亡した[34]。マネージャーに呼び戻されて武智を含めた3人で話し合いの結果、田中が芸人を辞めるとしてコンビは解散となった。しかし田中自身は芸人を続ける意思があり、かどちゃん（前述）とコンビを組み地下ライブにて活動[注 2]。マラドーナ解散から4カ月後、田中がインディーズのお笑いライブに出没しているという噂が武智の耳に入り、こっそりライブを観に行ったところ自分ではない相方と漫才を演じている田中を目撃してしまう。これでは話が違うと感じた武智がその夜電話をかけ問い詰めたところ、田中は引退云々の嘘を認め謝罪。武智は「（辞めるというので解散を了承したから）芸人を続けるのであれば自分と組みなおすのが筋だ」と強引な理屈で復縁を迫った。田中は即答を避けて「一月考えさせてほしい」と告げるも武智は即「アカン」と返し、2008年4月「スーパーマラドーナ」として再結成した。
- 2014年夏、田中が再び失踪。失踪した理由について武智は「ネタ合わせも上手くいかない。（田中が）まともに喋れないから。僕が怒る怒る怒るで[35]」と語っている。田中は携帯電話を置いていったため連絡が付かない事態にまで発展した。すでに入っていた仕事も全てキャンセルせざるを得なくなるためコンビでの活動は一時休止となり、その間は武智が毎日のように謝罪していたという。なお、武智は当時テレビ出演やライブ出演を全て見合わせていたが、理由として「もしテレビやライブで僕が1人で仕事している姿を田中が見たら、『自分は必要ない、自分は居なくてもいい』と思ってしまって更に行方や動きが分からなくなる可能性があったから」と述べた。その後も一向に詳細が分からず、大阪府警察が出動する事態になる。警察の協力を得て防犯カメラの解析をすると、田中が大阪の繁華街・堂山のATMで3万円を降ろしたことが分かり3日後には神戸へ移動していたことが判明。堂山から神戸に移動した理由として「徐々に大阪から逃げたかった」と話している。当時、恋人（現在の妻）が田中の財布の中にあった漫画喫茶のメンバーズカードを思い出し、神戸・三宮の漫画喫茶にいたところを発見された[35]。失踪期間は15日間だった。15日後に出会った田中は既に引退を決心していた。コンビ解消を諦めきれなかった武智は田中を説得し、田中はコンビ継続を決めた。その後は各関係者に謝罪回りへ行った時、宮川花子（宮川大助・花子）は「あんたは全然悪くないで。ネタ合わせで厳しいとか当たり前や。あたしらは屋上でネタ合わせせえへん事にしてんねん。厳しすぎてどっちか飛び降りたらあかんから。それくらいネタ合わせは厳しいもんやねん。耐えられなかった方が悪い。あんた多分皆にめっちゃ怒られてるやろ? あたしはあんたの味方やからな[36]」と武智の肩を持った。一方その頃、別室に隔離されていた大助と田中は「ほんまに宇宙人っておるねん」と大助が田中に熱弁していた。また、この事に関して田中は「僕は天狗になりやすいタイプ。もし相方に怒られてなかったら『もっとおもろいネタ作れよ!』と偉そうな事を言っていたかもしれない。だからバランス的にはこれでよかったのかな、と思います。だから、相方に出会えてよかった・な・か!」と語っている[37]。

### M-1グランプリ
武智は「俺が一番『M-1』のことを思ってんねん!」と自称するほどM-1を愛してやまず、相当な気合いを入れながら大会に挑んでいた。2018年のラストイヤー後も武智のM-1への熱が冷める事はなく、YouTubeなどで分析を熱心に行なっているため「Mおじ（M-1おじさん）」と呼ばれている。
2015年
3番目に登場し、「落武者の霊」のネタを披露。最終結果は5位。審査員の哲夫（笑い飯）は「右肩上がりで、だんだんウケていく、理想的な形」と好評を述べ、自身最高点をつけた佐藤哲夫（パンクブーブー）は「伏線で張ってるものとかを後半に回収するところが高得点に繋がった」と絶賛した。また、このセリフから「伏線回収」という言葉が流行り出したらしい。
2016年
7番目に登場し、「エレベーター」のネタを披露。前年からさらに作品性を追求した叙述トリックともいえる構成の漫才で、審査員5人中4人から90点以上の評価を受け、3位で最終決戦進出を決める。礼二（中川家）は自身最高点の95点を付け「上手くまとまって、安定感が抜群。去年より遥かに良かった」と好評を述べた。しかし、唯一80点台をつけた松本人志（ダウンタウン）は「見事にまとめたが、しんどいところもあった」と評した。
最終決戦では「時代劇」のネタを披露。礼二からの票は得たものの和牛と同票数となり、ファーストラウンドの順位により3位に終わったが、松本は番組の終わりに「スーパーマラドーナが凄かった。あれで相当プレッシャーを（優勝した銀シャリに）与えられた。（今回の最終決戦は）今までで一番の僅差だった」と絶賛した。
2017年
準決勝敗退に終わるも、敗者復活戦で「ミナミの帝王」のネタを披露し視聴者投票で1位を獲得、決勝に返り咲いた。
4番目に登場し、「コンパ」のネタを披露。審査員7人中6人から90点以上の評価を受けるも、4位となり最終決戦への進出は叶わなかった。なお、直後にネタを披露したかまいたちとは、点数だけでなく高得点をつけた審査員の数も同じだったため、M-1史上初となる順位の優劣がつかないケースとなった。
2018年
ラストイヤーで2年ぶりの正面突破を決める。2番目に登場し「怖い隣人」のネタを披露するも点は伸びず、最終的に7位で幕を下ろした。
敗退が決まった際、「いや、本当にもう残念ですけど、M-1にはすごい感謝してるというか。M-1が無かったら僕ら芸人やれてなかったようなコンビなので、これからも劇場で新ネタ作って待ってますんで皆さん見に来てください。M-1大好きです。ありがとうございました（武智）」「テッテレ～! 左右の靴紐結んでました～!（田中）」とそれぞれコメントを残した。

## 賞レース成績・受賞歴など

### M-1グランプリ（成績）
| 年     | 結果         | エントリーNo. | 決勝戦キャッチコピー  | 備考                       |
| ------ | ------------ | ------------- | --------------------- | -------------------------- |
| 2003年 | 2回戦敗退    |               |                       |                            |
| 2004年 | 準決勝敗退   | 106           |                       |                            |
| 2005年 | 準決勝敗退   | 3368          |                       |                            |
| 2006年 | 準決勝敗退   | 3914          |                       |                            |
| 2007年 | 3回戦敗退    | 4234          |                       |                            |
| 2008年 | 準決勝敗退   | 181           |                       |                            |
| 2009年 | 準決勝敗退   | 4585          |                       |                            |
| 2010年 | 準々決勝敗退 | 4800          |                       | 予選34位                   |
| 2015年 | 決勝5位      | 634           | 震える子羊ボケまくる! |                            |
| 2016年 | 決勝3位      | 171           | 虚弱 × 最強           | ファーストラウンド 3位通過 |
| 2017年 | 決勝4位      | 2000          |                       | 予選10位、敗者復活組       |
| 2018年 | 決勝7位      | 843           | 最後の逆襲            | ラストイヤー               |

### 日清食品 THE MANZAI
| 年     | 結果                     | 備考               |
| ------ | ------------------------ | ------------------ |
| 2011年 | ワイルドカード決定戦敗退 | 本戦サーキット16位 |
| 2012年 | 決勝大会敗退             | 本戦サーキット8位  |
| 2013年 | 2回戦敗退                |                    |
| 2014年 | 2回戦敗退                |                    |

### その他
- 2007年 第8回 笑わん会 最優秀賞
- 2008年 キングオブコント 2回戦敗退
- 2009年 第39回 NHK上方漫才コンテスト 優秀賞
- 2009年 キングオブコント 3回戦敗退
- 2010年 キングオブコント 3回戦敗退
- 2010年 第8回 MBS新世代漫才アワード 準優勝
- 2011年 第41回 NHK上方漫才コンテスト 最優秀賞
- 2011年 キングオブコント 3回戦敗退
- 2011年 第9回 MBS新世代漫才アワード 優勝
- 2013年 オンバト+ チャンピオン大会 6位
- 2014年 R-1ぐらんぷり 3回戦敗退
- 2017年 第52回 上方漫才大賞 奨励賞
- 2019年 第19回 ビートたけしのエンターテインメント賞 SNS炎上賞（武智）
- 2019年 R-1ぐらんぷり 準決勝敗退
- 2022年 第2回 笑ラウドネスGP 優勝[53]
- 2023年 THE SECOND 〜漫才トーナメント〜 開幕戦ノックアウトステージ32→16敗退
- 2024年 THE SECOND 〜漫才トーナメント〜 選考会敗退
- 2025年 THE SECOND 〜漫才トーナメント〜 選考会敗退

## 出演

### テレビ

#### レギュラー番組
現在の出演番組
- ごきげんライフスタイル よ〜いドン!（関西テレビ、2018年4月2日 - ）「商店街の気になるアノ店 いっちゃん高いもんHOW MUCH!?」のコーナー - 不定期出演[54]
- ウラマヨ!（関西テレビ、2010年4月 - ） - 準レギュラー

過去の出演番組
- 爆笑オンエアバトル（NHK総合）戦績2勝4敗 最高449KB
  - 「マラドーナ」時代に2回、それ以降は「スーパーマラドーナ」時代に出演。初オンエアは再結成後。
  - 第12回チャンピオン大会 視聴者投票1位バトル 6位敗退
- オンバト+（NHK総合） 戦績4勝2敗、最高537KB
  - 2013年7月13日放送回（岐阜県・羽島大会）で537KBを記録。最高KBとしては歴代でもTHE GEESEに次いで2位であり、この2組しか達成していないという非常に珍しい記録である。
- 鉄筋base（関西テレビ、2008年4月 - 2009年3月24日）
- 炎上base（関西テレビ、2009年4月10日 - 2010年3月19日）
- あしたモテ期にな〜れ! てるてるモテるちゃん（読売テレビ、2012年1月7日 - 2012年3月10日）
- もってる!? モテるくん（読売テレビ、2012年3月17日 - 2013年2月23日）
- わっしょい!5up（朝日放送）
- ごきげん!ブランニュ（朝日放送）ごきブラ研究生（武智のみ）
- テレビ寺子屋
- 雨上がりのナニモン!?（関西テレビ）- リポーターとして不定期出演
- 雨上がりの「Aさんの話」〜事情通に聞きました!〜（朝日放送、2016年1月 - 2019年3月） - 準レギュラー
- ぶっちゃけマラドーナ〜本音な女達〇〇（あいテレビ、2018年10月3日 - 2019年9月25日） - MC ※初冠番組
- TSUBOMIX（kawaiian TV、2018年1月 - 2019年11月） - 月1、MC
- きらきん!（KBS京都、2023年4月7日 - 2025年3月28日）- VTRリポーター[55]

#### 特別番組
＊MCもしくはメインキャスト
- 漫才アワード優勝特番スーパーマラドーナのツッコミまくれ!密着ボケ100連発!（毎日放送、2012年1月6日）
- 和牛×スーパーマラドーナ×バンビーノのうまいのぉ愛媛!「〜絶対に行きたくなる愛媛のグルメ店〜」[56]（南海放送、2020年3月13日）

### ラジオ

#### 現在の出演
- スーパーマラドーナのちょこっとラジオ[57]（2019年9月 - ）

#### 過去の出演
- 笑い飯のトランジスタラジオくん（TBSラジオ）武智のみ
- オンスト（YES-fm、2010年5月 - 2012年3月）2012年3月まで金曜日レギュラー、2012年3月まで月曜日レギュラー
- 5upよしもと ガチモリ（ラジオ大阪、2012年4月 - 2013年3月）火曜日レギュラー
- TENGA Presents Midnight World Cafe 〜TENGA茶屋〜（FM OSAKA、2012年12月22日）

## スーパーマラドーナ劇場
公式YouTubeチャンネルで、2019年5月21日にチャンネルを開設。
主な内容/企画
- 漫才（ネタ）
  - 過去のライブや劇場での映像を公開している。
- スーパーマラドーナのちょこっとラジオ
  - スーパーマラドーナがゆるく、たまに、あつく語る公開ラジオ[15][出典無効]。
- M-1グランプリ関連
  - 武智がM-1を愛してやまず、「M-1決勝進出者の予想」や「M-1グランプリ2019を観た直後の感想」「M-1ベストネタ」など多くの企画を行っている
- M-1クイズ
  - M-1グランプリに関するクイズ企画。
  - 過去に2回行っており、2回とも武智が勝利している。
- 他の芸人とのコラボ
  - 見取り図・林健（ギャロップ）などM-1ファイナリストとのコラボが多い。
  - また、コロナウイルスの影響による外出自粛期間中ではZoomでこの企画を行なっていた。
- 芸人シルエットクイズ

出典：

## 出囃子
- マキシマム ザ ホルモン「恋のメガラバ」
  - マラドーナ時代はゆらゆら帝国の「昆虫ロック」を使用していた。

## 単独ライブ
| 開催日   | ライブタイトル                                                                       | 会場                   | 備考 |
| 2004年   | 2004年                                                                               | 2004年                 | 2004年 |
| -------- | ------------------------------------------------------------------------------------ | ---------------------- | --- |
| 6月5日   | マラドーナVSペレ                                                                     | baseよしもと           | |
| 8月20日  | マラドーナVSベッカム                                                                 | baseよしもと           | |
| 2006年   |                                                                                      |                        | |
| 2月6日   | マラドーナVSカズ                                                                     | baseよしもと           | |
| 8月7日   | baseよしもと愚連隊                                                                   | baseよしもと           | 武智のみの出演 |
| 8月26日  | マラドーナVSロナウジーニョ                                                           | baseよしもと           | |
| 11月13日 | baseよしもと愚連隊                                                                   | baseよしもと           | 武智のみの出演 |
| 2007年   |                                                                                      |                        | |
| 1月15日  | baseよしもと大フィーバー                                                             | baseよしもと           | 田中のみの出演 |
| 2月17日  | マラドーナVS漫才                                                                     | baseよしもと           | |
| 5月27日  | マラドーナVS漫才②                                                                    | baseよしもと           | |
| 6月20日  | baseよしもと愚連隊                                                                   | baseよしもと           | 武智のみの出演 |
| 8月4日   | マラドーナVS漫才③                                                                    | baseよしもと           | |
| 2009年   |                                                                                      |                        | |
| 2月7日   | スーパーマラドーナVSサンダー漫才                                                     | baseよしもと           | ゲスト：ツジカオルコ・渡部ダイシ（元キンデルダイク）・三浦マイルド・奥田修二（ガクテンソク）                                                |
| 5月9日   | スーパーマラドーナVSファイアー漫才                                                   | baseよしもと           | ゲスト：上田（ベリベ）・グイグイ大脇・中西洋一（元さかなDVD）・前野悠介（クロスバー直撃）                                                   |
| 7月18日  | お客様と田中                                                                         | baseよしもと           | 田中のみ出演 |
| 8月1日   | スーパーマラドーナVSミラクル漫才                                                     | baseよしもと           | ゲスト：河井山名（アインシュタイン河井ゆずる&アキナ山名文和）・ヒロユキMc-Ⅱ（当時GAG）・マコト（span!）                                     |
| 10月4日  | スーパーマラドーナVSサンダーファイアーミラクル漫才                                   | baseよしもと           | ゲスト：金時（アキナ秋山&なにわプラッチック三輪）・川西賢志郎（当時和牛）・サイドエイトキック                                               |
| 12月25日 | お客様と田中                                                                         | baseよしもと           | 田中のみ出演 |
| 2010年   |                                                                                      |                        | |
| 2月27日  | スーパーマラドーナVSサイクロン漫才                                                   | baseよしもと           | ゲスト：宮田庸平（元シャングリラ）・山下吉宗（元はだか電球）・お兄ちゃん（ビタミンS）・兼光タカシ（プラス・マイナス）                       |
| 4月24日  | スーパーマラドーナVSメガトン漫才                                                     | baseよしもと           | ゲスト：キバ（元極悪連合）・瀬下豊（天竺鼠）                                                                                                |
| 6月12日  | スーパーマラドーナVSスペシューム漫才                                                 | baseよしもと           | ゲスト：盛山晋太郎（見取り図）・真べぇ（ダブルアート）                                                                                      |
| 6月19日  | 武智ぶっ潰す!!                                                                       | baseよしもと           | 田中のみ出演 |
| 8月8日   | スーパーマラドーナVS東京                                                             | 新宿シアターモリエール | |
| 8月21日  | スーパーマラドーナVSイーグル漫才                                                     | baseよしもと           | ゲスト：橋本直（銀シャリ）・奥田修二（学天即）                                                                                              |
| 10月31日 | 完全体                                                                               | baseよしもと           | ゲスト：キバ・Mr.Ｘ（当時モストデンジャラストリオ）                                                                                         |
| 2011年   |                                                                                      |                        | |
| 3月27日  | スーパーマラドーナVSスパーク漫才                                                     | 5upよしもと            | ゲスト：誠子（当時尼神インター）・多田智佑（トット）                                                                                        |
| 8月2日   | スーパーマラドーナVSエキセントリック漫才                                             | 5upよしもと            | ゲスト：おいでやす小田・西森洋一（モンスターエンジン）                                                                                      |
| 8月23日  | スーパーマラドーナVSシアターモリエール                                               | 新宿シアターモリエール | |
| 2012年   |                                                                                      |                        | |
| 2月25日  | スーパー単独マラドーナ                                                               | 5upよしもと            | ゲスト：水本健一（span!）・畠山（シチガツ）                                                                                                 |
| 4月21日  | スーパー単独マラドーナVol.2                                                          | 5upよしもと            | ゲスト：ななまがり・さらば青春の光 |
| 7月7日   | スーパー単独マラドーナ3大都市ツアー2012                                              | 5upよしもと            | ゲスト：川原克己（天竺鼠）・安田ファニー（GAG、当時コマンダンテ）                                                                           |
| 7月20日  | スーパー単独マラドーナ3大都市ツアー2012                                              | SUNSHINE STUDIO        | ゲスト：LLR |
| 7月22日  | スーパー単独マラドーナ3大都市ツアー2012                                              | 新宿シアターモリエール | ゲスト：チーモンチョーチュウ |
| 2013年   |                                                                                      |                        | |
| 2月16日  | スーパー最後マラドーナ                                                               | 5upよしもと            | ゲスト：駒場孝（ミルクボーイ）・SJ（GAG）                                                                                                   |
| 4月16日  | スーパー単独マラドーナin ZAZA                                                        | 道頓堀ZAZA HOUSE       | |
| 5月12日  | スーパー単独マラドーナin 東京                                                        | 渋谷公演通りシアターD  | |
| 7月7日   | スーパー単独マラドーナin ZAZA                                                        | 道頓堀ZAZA HOUSE       | |
| 10月20日 | スーパーマラドーナの倍返しだ！                                                       | HEP HALL               | |
| 2014年   |                                                                                      |                        | |
| 1月27日  | スーパーマラドーナの10倍返しだ                                                       | 道頓堀ZAZA HOUSE       | |
| 4月2日   | スーパーマラドーナの100倍返しだ                                                      | 道頓堀ZAZA HOUSE       | |
| 4月2日   | スーパーマラドーナVS後輩芸人                                                         | 道頓堀ZAZA HOUSE       | |
| 2015年   |                                                                                      |                        | |
| 1月31日  | スーパー単独マラドーナ2015                                                           | 道頓堀ZAZA HOUSE       | ゲスト：林健（ギャロップ）・スマイル・秋山賢太（アキナ）・水田信二（当時和牛）・8.6秒バズーカー                                             |
| 6月6日   | スーパー単独マラドーナ2015                                                           | 道頓堀ZAZA HOUSE       | ゲスト：藤崎マーケット・河野良祐（令和喜多みな実）                                                                                          |
| 9月6日   | スーパー単独マラドーナ2015ファイナル                                                 | 道頓堀ZAZA HOUSE       | ゲスト：天竺鼠 |
| 2016年   |                                                                                      |                        | |
| 1月24日  | スーパー・ルミネ・マラドーナ                                                         | ルミネtheよしもと      | ゲスト：博多華丸・大吉・石田明（NON STYLE）・馬場園梓（当時アジアン）・西野亮廣（キングコング）・村田秀亮（とろサーモン）・バイク川崎バイク |
| 3月29日  | スーパー単独マラドーナ2016                                                           | 大丸心斎橋劇場         | ゲスト：チーモンチョーチュウ |
| 5月28日  | スーパー新ネタマラドーナ                                                             | 道頓堀ZAZA HOUSE       | |
| 8月3日   | スーパー新ネタマラドーナ2                                                            | 道頓堀ZAZA HOUSE       | |
| 8月23日  | スーパー・ルミネ・マラドーナ2                                                        | ルミネtheよしもと      | ゲスト：中川家 |
| 2017年   |                                                                                      |                        | |
| 3月24日  | スーパー・ルミネ・マラドーナ3                                                        | ルミネtheよしもと      | ゲスト：モグライダー・ジグザグジギー・ルシファー吉岡                                                                                        |
| 4月5日   | スーパー新ネタマラドーナ3                                                            | 大丸心斎橋劇場         | ゲスト：からし蓮根・デルマパンゲ・金属バット                                                                                                |
| 5月30日  | スーパーマラドーナの新ネタとトーク                                                   | 道頓堀ZAZA Pocket's    | |
| 6月23日  | スーパーマラドーナの新ネタとトーク                                                   | 道頓堀ZAZA Pocket's    | |
| 8月9日   | スーパー・単独・マラドーナ                                                           | YES THEATER            | ゲスト：ギャロップ・トット・霜降り明星 |
| 8月30日  | スーパー・ルミネ・マラドーナ4                                                        | ルミネtheよしもと      | ゲスト：NON STYLE |
| 2018年   |                                                                                      |                        | |
| 4月3日   | スーパーストロングスタイル                                                           | YES THEATER            | ゲスト：みながわ（ネイビーズアフロ）・フジモト（カソク装置、当時ジュリエッタ）・デルマパンゲ・スマイル                                      |
| 4月20日  | スーパー・ルミネ・マラドーナ5                                                        | ルミネtheよしもと      | ゲスト：さらば青春の光 |
| 5月8日   | 俺たちだって出来るんだ                                                               | 道頓堀ZAZA HOUSE       | 武智のみ出演 |
| 8月15日  | スーパー大阪マラドーナ                                                               | YES THEATER            | ゲスト：笑い飯・林健（ギャロップ）・多田智佑（トット）                                                                                      |
| 8月23日  | スーパー東京マラドーナ                                                               | ルミネtheよしもと      | ゲスト：田渕章裕（インディアンス）・石井ブレンド（当時コマンダンテ）・麒麟                                                                  |
| 2019年   |                                                                                      |                        | |
| 5月2日   | スーパーマラドーナのタイムスリップライブ！〜過去のネタたっぷりお見せします〜         | 道頓堀ZAZA HOUSE       | |
| 7月11日  | スーパーマラドーナのタイムスリップライブ！～過去のネタたっぷりお見せします～         | ポストよしもと         | |
| 8月29日  | ～スーパーマラドーナなんばグランド花月初単独ライブ～ スタートライン                  | なんばグランド花月     | 初NGK単独 ゲスト：ラニーノーズ・大東翔生（ダブルヒガシ）・堂前透（ロングコートダディ）・見取り図・モンスターエンジン                        |
| 9月6日   | ～スーパーマラドーナ ルミネ単独ライブ～スタートライン                                | ルミネtheよしもと      | ゲスト：とろサーモン・バイク川崎バイク |
| 10月28日 | スーパーマラドーナのタイムスリップライブ                                             | 道頓堀ZAZA HOUSE       | |
| 11月25日 | スーパーマラドーナの60分即興漫才ライブ！                                             | 道頓堀ZAZA Pocket's    | |
| 12月31日 | スーパーマラドーナのカウントダウンタイムスリップライブ～素晴らしき2020年に向かって～ | 道頓堀ZAZA HOUSE       | 初カウントダウンライブ |
| 2020年   |                                                                                      |                        | |
| 8月9日   | スーパーマラドーナも祇園で漫才!～リハビリ編～                                        | よしもと祇園花月       | ゲスト：M-1育成企画2020合格者（トイボックス・to be continued…）                                                                             |
| 2021年   |                                                                                      |                        | |
| 8月21日  | 漫才好きな人達へ2021                                                                 | なんばグランド花月     | ゲスト：ツートライブ・華山（当時エンペラー）・滝音                                                                                          |
| 11月17日 | 本当の本当に久っしぶりの東京スーパーマラドーナ                                       | ヨシモト∞ホール        | ゲスト：トット・守谷日和 |